# An Unexpected Guest
An Unexpected Guest è un cortometraggio muto del 1909. Il nome del regista non viene riportato nei credit del film che è conosciuto anche come The Unexpected Guest.

## Trama
Un giovane medico si innamora della sua infermiera ma il loro amore viene ostacolato da padre del ragazzo che vuole per lui un matrimonio più prestigioso che potrebbe aiutarlo nella carriera.

## Produzione
Il film fu prodotto dalla Lubin Manufacturing Company.

## Distribuzione
Distribuito dalla Lubin Manufacturing Company, il film - un cortometraggio di dieci minuti in una bobina - uscì nelle sale cinematografiche statunitensi il 12 agosto 1909.
Copia della pellicola è conservata negli archivi della Library of Congress e il film è stato distribuito in VHS dalla Nostalgia Family Video.